# Ompundja (circonscription)
Ompundja (parfois appelée Ombundja) est l'une des onze circonscriptions de la région namibienne d'Oshana.
Début décembre 2020, la circonscription d'Ompundja acquiert une renommée internationale, à la suite de l'élection d'Adolf Hitler Uunona (un homonyme du dictateur allemand) à sa tête. 

## Politique et administration

### Tendances politiques et résultats
Comme la plupart du nord de la Namibie où l'ethnie ovambo prédomine, la circonscription d'Ompundja est un bastion traditionnel de la SWAPO, le parti de centre gauche qui gère le pays depuis l'indépendance. Ainsi, aux élections régionales de 2015 (en), le candidat local de la SWAPO a remporté la circonscription sans rencontrer d'opposition, aucun autre parti n'ayant daigné nommer de candidat pour lui faire face. 
Depuis le 2 décembre 2020, la circonscription est administrée par Adolf Hitler Uunona, membre de la SWAPO. Une semaine auparavant, celui-ci avait terrassé son adversaire Mumbala Abner des Patriotes indépendants pour le Changement, lors des élections régionales, obtenant 1 196 voix (soit 84,88% des suffrages exprimés,,) contre 213 pour ce dernier,. Sa victoire va à contre-courant des résultats de la SWAPO à l'échelle nationale, qui bien que conservant sa majorité, perd le contrôle d'une trentaine de villes et villages, principalement en raison des scandales de corruption (notamment dans le secteur de la pêche) qui l'ont touché l'année précédente,,.